# Khâkaourêseneb (maire de Boubastis)
Ne doit pas être confondu avec Khâkaourêseneb (maire d'Éléphantine).
Khâkaourêseneb est un ancien maire/gouverneur égyptien de Boubastis (Tell Basta) dans le delta oriental du Nil, datant de la fin du Moyen Empire durant le règne de Sésostris III.
Une statue de lui accroupi a été trouvée dans le palais du gouverneur à Tell Basta.